# Cascajal (Chile)
Cascajal es un pequeño poblado en el margen este del Estuario de Reloncaví al sur de la ciudad de Cochamó, forma parte integrante de la comuna de Cochamó, en la Región de Los Lagos, Chile.
Se accede a Cascajal a través de la ruta V-69 que une a Cochamó con Río Puelo.
En las inmediaciones se pueden ver hermosas vistas del Estuario de Reloncaví y del Volcán Yates, así como interesantes lugares como La Lobada.
Próximo a Cascajal se encuentra la localidad de Pucheguín.
Los aeródromos más cercanos son el Aeródromo Cochamó y el Aeródromo Puelo Bajo.